# Esperit Sant en el cristianisme
L'Esperit Sant, per al cristianisme, és una expressió bíblica referida a una complexa noció teològica mitjançant la qual es descriu una "realitat espiritual suprema", que ha estat objecte de controvèrsies i diverses interpretacions al llarg de la història en les diferents confessions cristianes i escoles teològiques.
Se'n parla força, d'aquesta realitat espiritual, a molts passatges de la Bíblia, però sense donar-ne una definició única. Això fou el motiu d'una sèrie de controvèrsies que es produïren sobretot al llarg de tres períodes històrics: el segle iv com el segle trinitari per excel·lència, les crisis cismàtiques d'Orient i d'Occident entre els segles IX i xi i finalment les diferents revisions doctrinals nascudes de la reforma protestant.
Hi ha quatre interpretacions que sostenen la naturalesa de l'Esperit Sant:
- Segons les interpretacions de caràcter modalista, l'Esperit Sant és una força o qualitat divina com a saviesa, bellesa, amor o bondat. L'unitarisme, si bé defensa diferències teològiques bàsiques amb el modalisme, comparteix aquesta visió d'un Esperit Sant impersonal que actua essent el Poder o la Força Activa de Déu. En qualsevol cas, tots dos corrents comparteixen la visió que l'Esperit Sant no és 'quelcom', sinó algú.
- Segons les interpretacions de caràcter arrià, l'Esperit Sant és una entitat espiritual o naturalesa angèlica de caràcter excels, molt propera a la divinitat, però diferent per la seva condició de criatura.
- Segons les interpretacions de caràcter triteista, l'Esperit Sant és un altre Déu, potser de caràcter inferior al Déu principal, però que comparteix amb ell la qualitat d'ésser no-creat.
- Les interpretacions de caràcter trinitari consideren l'Esperit Sant com una persona divina, noció amb què s'assumeix la divinitat de l'Esperit Sant, tot mantenint, tanmateix, la unicitat del principi diví. Aquesta doctrina és la doctrina defensada pel cristianisme catòlic, per l'ortodox i també per algunes denominacions protestants.

Sobre la 'procedència' de l'Esperit Sant hi ha certa unanimitat entre les diferents confessions cristianes. Tret de la interpretació triteista, que assumeix l'Esperit Sant com un ésser no-creat i independent de Déu, les altres tres interpretacions consideren que procedeix de Déu, tot i que se'n diferencia en la forma. En el modalisme, procedeix com a força, en l'arrianisme com a criatura i en el trinitarisme com a persona. El trinitarisme aborda, a més a més, una qüestió addicional pròpia del seu marc teològic: distingeix entre la procedència del Pare i la procedència del Fill, qüestió coneguda com la filioque.
Quant a les qualitats de l'Esperit Sant, els teòlegs cristians assumeixen que és portador de dons sobrenaturals molt diversos que poden ser transmesos a l'home. Si bé l'enumeració dels dons pot variar d'uns autors a uns altres i fins i tot entre diferents confessions, hi ha un ampli consens quant a la seva excel·lència i magnanimitat.

## Característiques
L'Esperit Sant prové de l'emanació de l'amor de Déu i de Jesús per protegir l'Església i difondre el missatge de la bona nova. Per al catolicisme, això és dogma de fe, recollit en el concili de Nicea. L'Església ortodoxa, en canvi, creu que és només una emanació de Déu Pare.
Els "fruits" o efectes es veuen en la caritat, l'alegria, la pau, la paciència, l'amabilitat, la bondat, la generositat, la gentilesa, la fidelitat, la humilitat, l'autodomini i la castedat. Són dotze perquè és una xifra simbòlica i representa la unió de totes les virtuts.
A l'Evangeli està associat al do de llengües i altres capacitats miraculoses. Ajuda els creients a viure d'acord amb els preceptes cristians i a sentir amor pel proïsme. El cristià pot rebre directament la seva força o "caràcter" mitjançant els sagraments.

## Simbologia
- Aigua: apareix en el baptisme; és aigua de vida eterna i es fa servir com a símbol perquè neteja el pecat i a imatge de l'aigua que va caure de Jesús a la creu.
- Foc: simbolitza l'energia transformadora de la fe; estava present a les llengües de foc que Jesús va manar que apareguessin sobre el cap dels apòstols a la Pentecosta.
- Núvols: oculten la persona transfigurada i entre ells apareix Déu, que habita al cel; per això s'associen amb l'Esperit Sant.
- Llum: il·lumina l'intel·lecte per apartar la persona de l'error i la temptació; és un raig enviat per Déu (aquest símbol té una clara influència de Plató).
- Segell: oculta la divinitat i només hi deixa accedir els iniciats, els salvats; un símbol molt present entre els gnòstics.
- Mans: imposades sobre els cossos pels apòstols, que sanaven i creaven els Evangelis.
- Colom: aquest animal sobrevola Jesús després del baptisme; és un dels més usats per l'art.

## Els dons
Els dons de l'Esperit Sant es classifiquen en set aspectes: el primer es basa en la saviesa; el segon, en l'enteniment; el tercer, en l'consell; el quart, en la fortitud; el cinquè, en la ciència; el sisè, en la pietat, i en darrer lloc hi ha el Temor de Déu.
1. El Do de la Saviesa és concebut per l'Esperit Sant i permet apreciar el que es veu de l'obra divina.
2. El Do de l'Enteniment és el que porta al camí de la contemplació, el camí per apropar-se a Déu.
3. El Do del Consell permet decidir amb encert i aconsellar els altres fàcilment i en el moment necessari amb la voluntat de Déu.
4. El Do de la Fortitud és el que l'Esperit Sant concedeix al fidel per ajudar en la perseverança; és una força sobrenatural.
5. El Do de Ciència és el que permet accedir al coneixement, és la llum invocada pel cristià per sostenir la fe del bateig.
6. El Do de la Pietat. El cor del cristià no ha de ser ni fred ni indiferent. La fe i l'acompliment del bé és el do de la pietat, que l'Esperit Sant vessa en les ànimes.
7. El Do sant del Temor de Déu és el que salva de l'orgull sabent que tot es deu a la misericòrdia divina. No s'ha d'entendre com a "por" de Déu, sinó com el respecte a causa de la divinitat i santedat de Déu en la relació amb Ell.

## L'Esperit Sant a la Bíblia

### Esperit de profecia

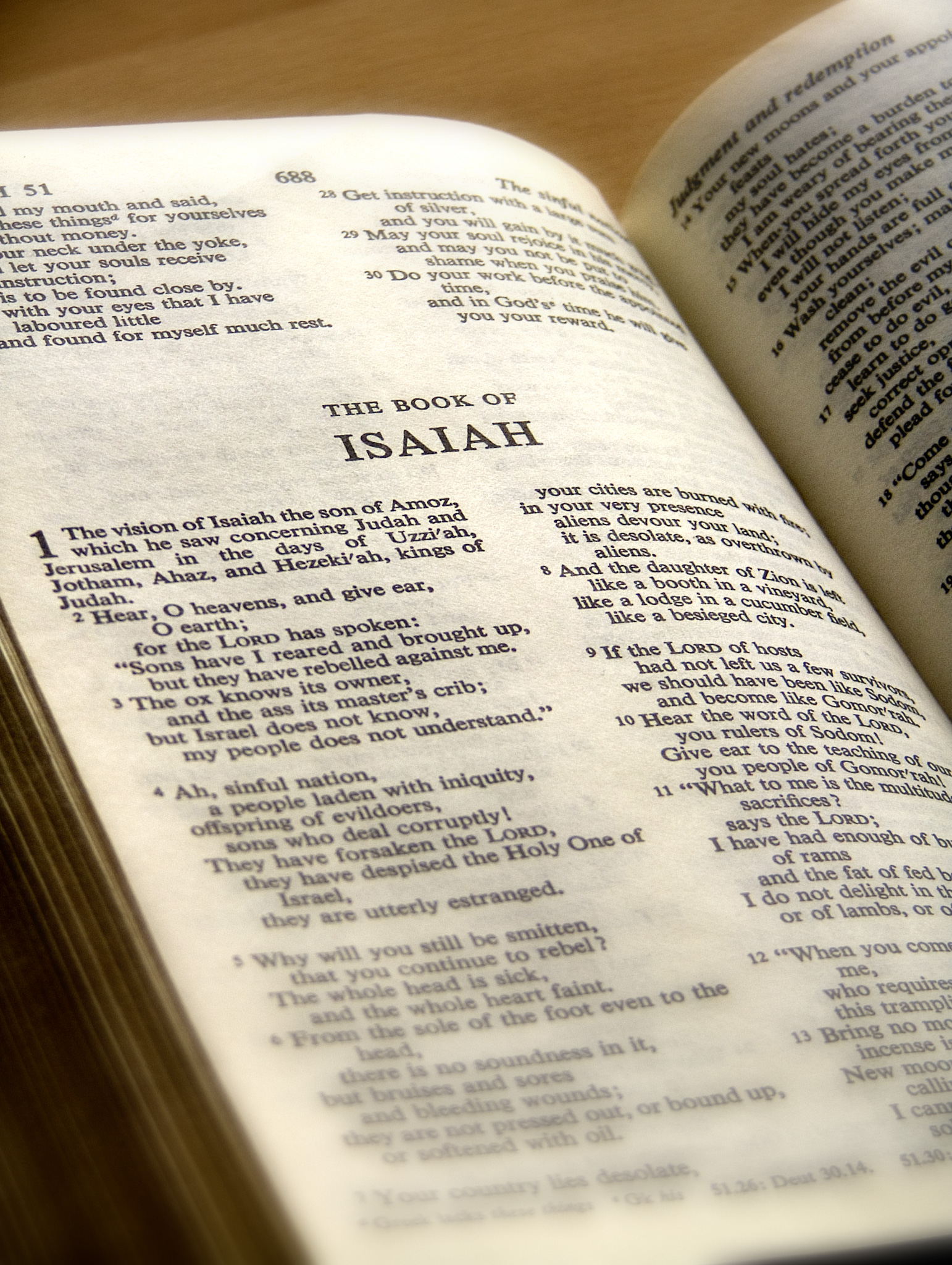
El Llibre d'Isaïes en una bíblia anglesa.

La teologia judeocristiana afirma que l'Esperit Sant inspirà les paraules i les accions dels profetes bíblics. Els principals profetes bíblics són Isaïes, Jeremies, Ezequiel i Daniel. A més, hi ha també els coneguts com profetes menors: Osees, Joel, Amós, Abdies, Jonàs, Miquees, Nahum, Habacuc, Sofonies, Ageu, Zacaries i Malaquies.

Ezequiel 2,2:
| « | Després de parlar aquesta veu, l'Esperit va entrar en mi i vaig poder escoltar-lo | » |

Nou Testament, Ac 13,2:
| « | Mentre celebraven l'ofici, va dir l'Esperit Sant: reserveu-me Pau i Bernabé per a l'obra que els vull encomanar. | » |

La tradició cristiana hereta del judaisme aquesta tradició. Als Fets dels Apòstols, l'Esperit Sant inspirarà nombrosos passatges als apòstols. Pau de Tars parlava de l'Esperit Sant a les seves epístoles. A la primera carta als corintis recomanava arribar, per exemple, al do de profecia abans que el de llengües, i això per ser més profitós (1Co 14:1).

### L'Esperit Sant durant la nativitat i infància de Jesús

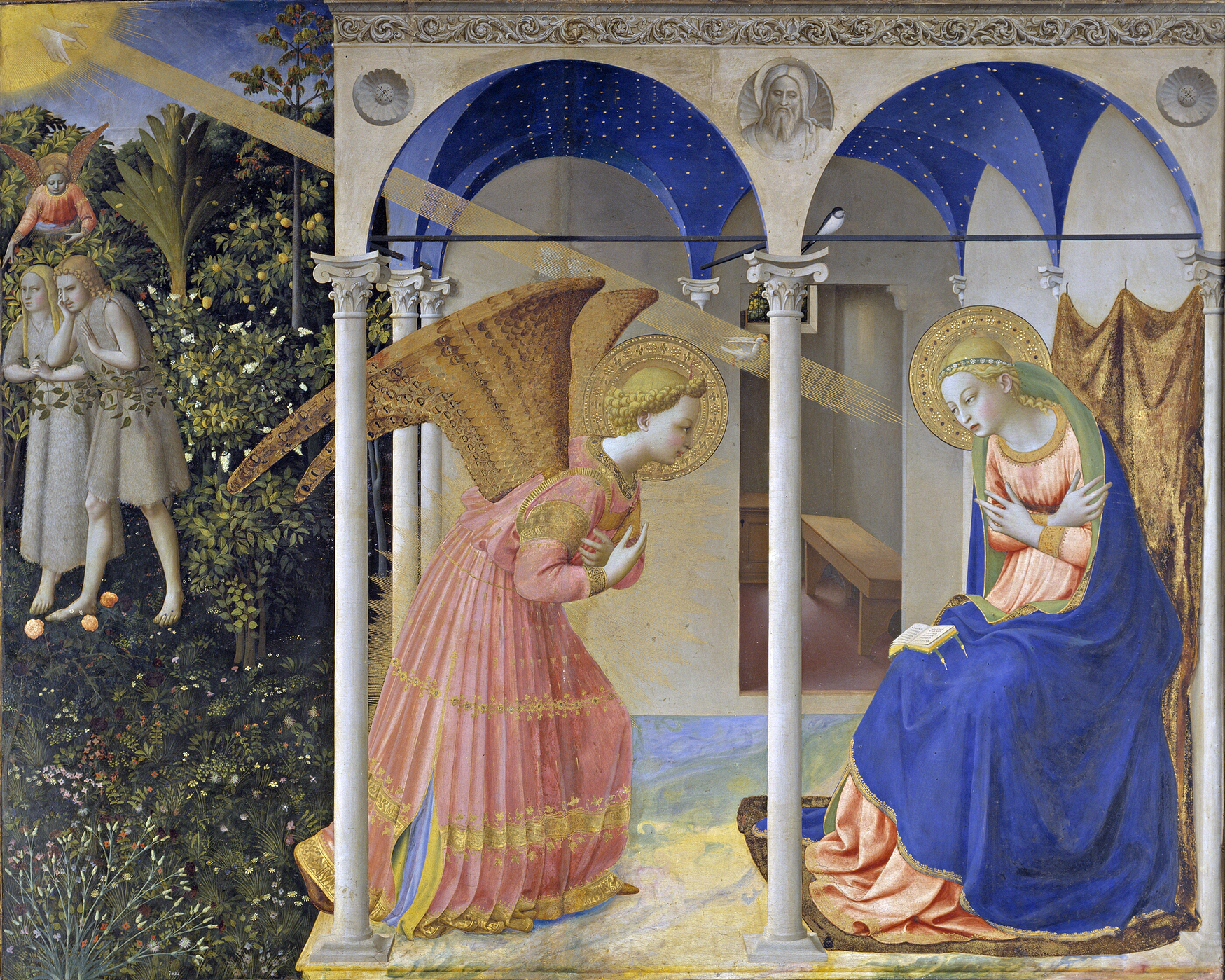
L'anunciació de Fra Angelico (Museu del Prado, Madrid).

Lluc i Mateu, els evangelistes de la infància de Jesús, comencen llurs escrits amb les narracions de la nativitat i de la infància de Jesús, on es recullen diverses intervencions de l'Esperit Sant. La més important de totes és la «Concepció del Verb» al si de Maria. Al voltant d'aquest esdeveniment, Lluc s'estén amb la narració de la concepció i del naixement, també extraordinaris, de Joan Baptista. Mateu, més curt, es limita a informar de l'esdeveniment a través d'un somni que té Josep de Natzaret.
A la narració de Lluc, a més de les dues anunciacions que realitza l'Arcàngel Gabriel a Zacaries (Lc 1:11-17) i a Maria (Lc 1:26-38), l'Esperti Sant obra la concepció d'aquesta última (Lc 1:35), i també les inspiracions que reben Elisabet, durant l'episodi de la Visitació (Lc 1:39-42), i Zacaries, després de l'elecció del nom del seu fill (Lc 1:67). Aquesta narració es completa amb la inspiració que rep el savi Simeó, que reconeix el nen Jesús durant la presentació al temple (Lc 2:25-32). En general, la narració de Lluc té moltes mencions a l'Esperit Sant descrites amb un estil propi que es manté també als Fets dels Apòstols.

### Baptisme al Jordà

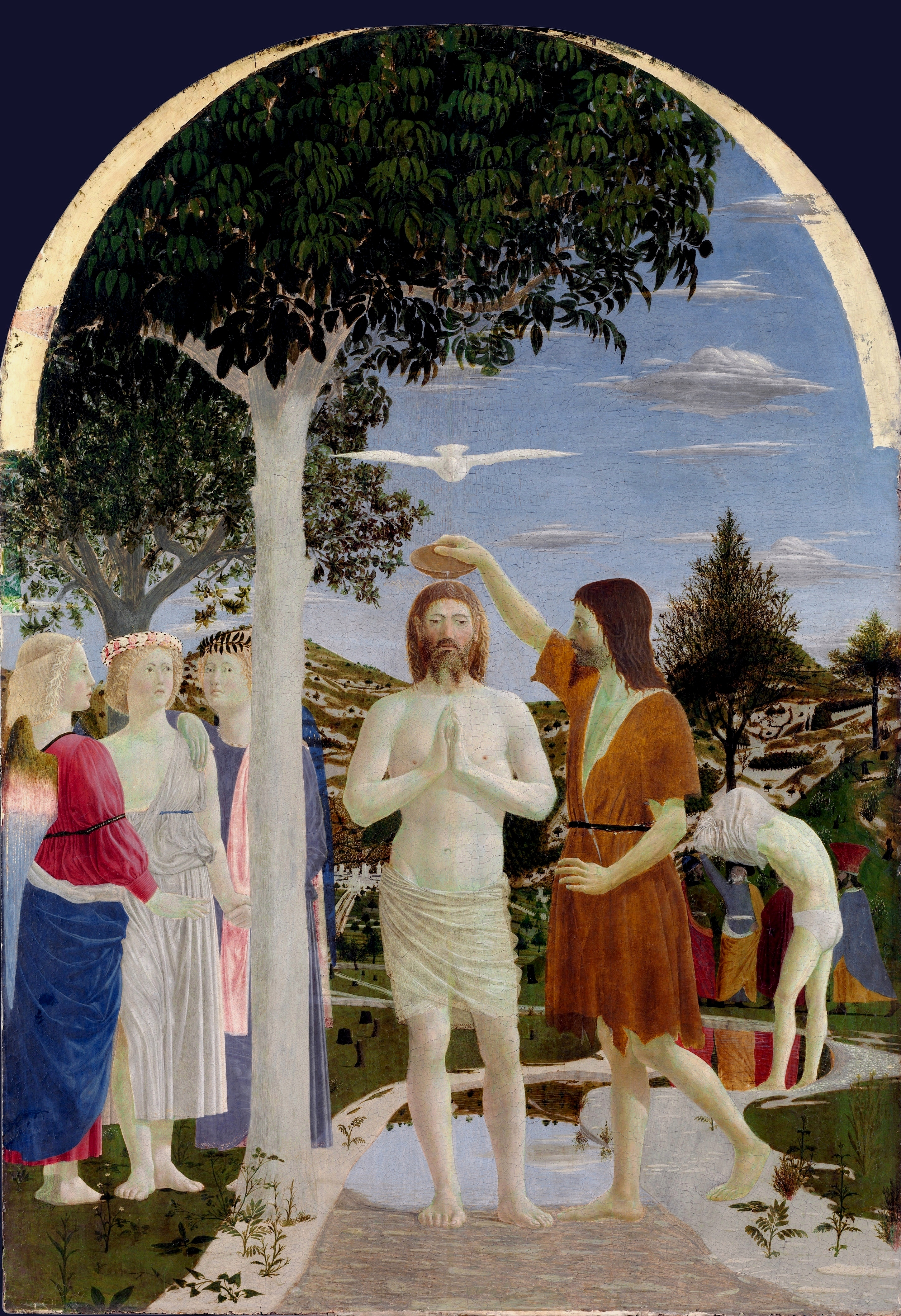
Baptisme de Crist, pintura de Piero della Francesca (National Gallery, Londres).

El baptisme de Jesús al riu Jordà fa començar la seva vida pública. Els quatre Evangelis diuen que, estant Joan Baptista batejant, s'hi apropà Jesús perquè el bategés. Després d'alguna vacil·lació, Joan hi accedí i, en el moment del bateig, descendí sobre Jesús l'Esperit Sant en forma de colom. Aquest passatge proporciona el motiu iconogràfic més emprat per representar l'Esperit Sant: el colom.
Després del bateig, l'Esperit Sant inspira totes les paraules i accions de Jesucrist. La primera decisió de l'Esperit és retirar al desert Jesús durant quaranta dies, on serà temptat en tres ocasions (Lc 4:1-13). També per inspiració seva torna a Galilea (Lc 4:14), on tindrà lloc l'episodi de la sinagoga de Natzaret.
La relació entre Jesucrist i l'Esperit Sant s'allarga més enllà de la seva vida, car l'Esperit Sant fa ressuscitar Crist. Un cop ressuscitat, els Evangelis narren que Crist dona el seu «Esperit» als apòstols.

### La transfiguració

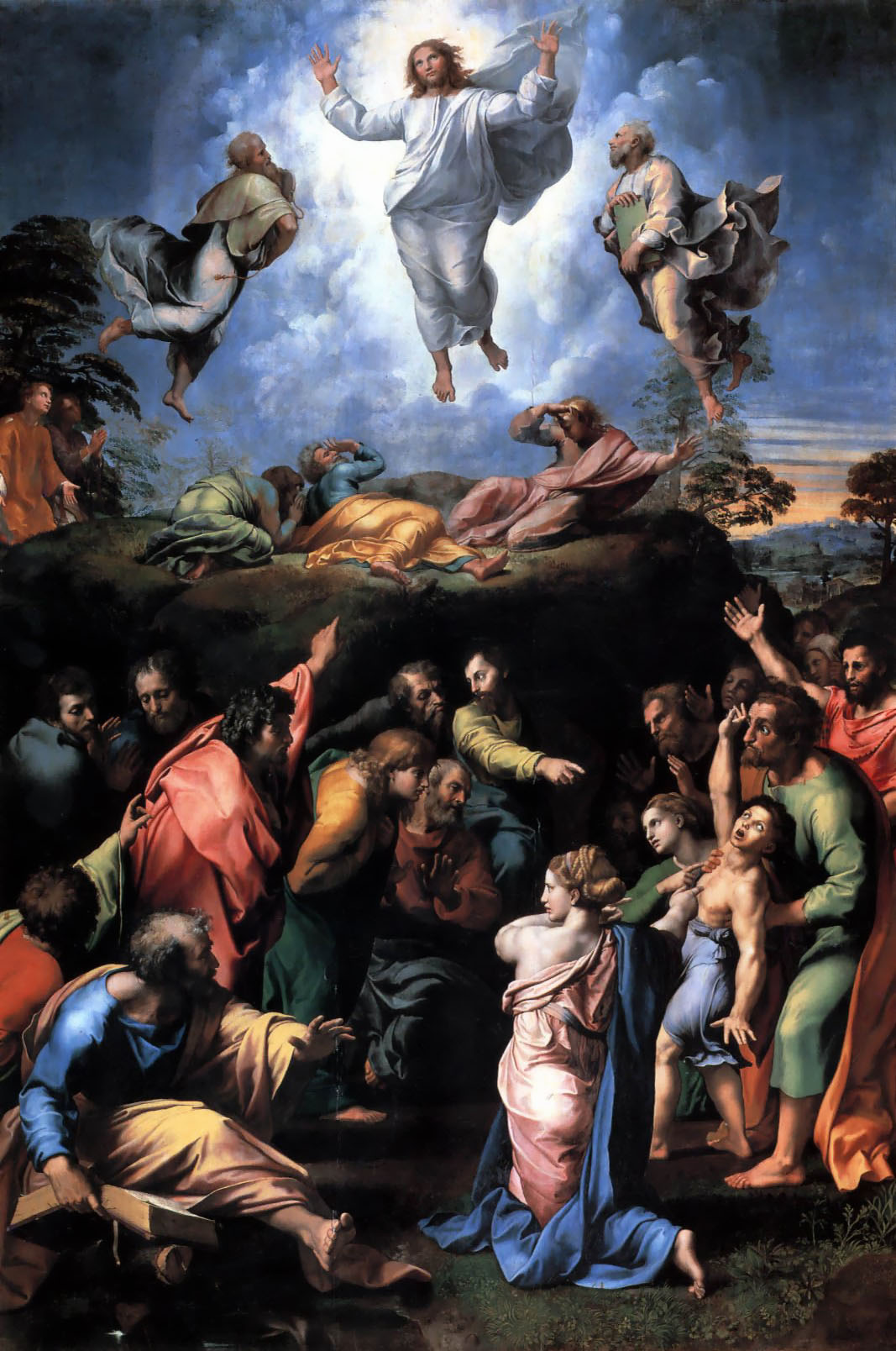
Transfiguració de Jesús, per Raffaello Sanzio i Giulio Romano (Museus Vaticans, Roma).

Aquest és un exemple on, malgrat no existir cap menció explícita a l'Esperit Sant, el passatge és interpretat com a tal. La narració bíblica coincideix amb els Evangelis sinòptics. Pere, Jaume i Joan acompanyen Jesús cap al capdamunt del mont Tabor. Un cop allà, la figura de Jesús es transfigura, quedant envoltada d'una aurèola enlluernadora. Al costat seu, apareixen Moisès i Elies. Llavors, un núvol els engoleix i se sent una veu que diu: «Aquest és el meu fill estimat, escolteu-lo».
A tot el passatge no es menciona l'Esperit Sant. Tanmateix, l'Església Ortodoxa interpreta el passatge en un sentit trinitari, assumint que la veu que se sent és la del Pare i el núvol que els envolta, l'Esperit Sant. El núvol seria en aquest passatge l'Esperit Sant en forma anàloga al colom al baptisme al Jordà. La transfiguració és una festa molt estimada a la litúrgia ortodoxa com a manifestació plena de la Trinitat.

### Fórmula baptismal
Cada Evangeli sinòptic conclou amb la missió evangèlica última que Jesús dona als apòstols, on Lluc parla dient: «Vosaltres donareu testimoni d'això» (Lc 24, 48), Marc aporta un manament ferm: «Aneu per tot el món i anuncieu la bona nova de l'evangeli a tota la creació» (Mc 16, 15) que Mateu concreta en el que es coneix com la «la fórmula baptismal»:
| « | Aneu, doncs, a tots els pobles i feu-los deixebles meus, batejant-los en el nom del Pare i del Fill i de l'Esperit Sant (Mt 28,19) | » |

Aquesta fórmula té una importància capital atès que es tracta d'una enumeració que, almenys en aparença, sembla equiparar el paper del Pare, del Fill i de l'Esperit Sant al baptisme. La seva importància als primers segles del Cristianisme queda testimoniada per la seva menció explícita a la secció litúrgica de la Didakhé, en concret al capítol VII 1-4. Tres segles després, aquesta fórmula proveirà als trinitaris d'un dels seus més sòlids arguments.

La fórmula trinitària convisqué amb la fórmula baptismal cristològica. Aquesta última es forjà a la narració de la conversió de l'eunuc d'Etiòpia (Ac 8:26-40). És aquí on es pronuncia la versió més antiga de l'anomenat símbol dels Apòstols.
| « | Jo crec que Jesucrist és el Fill de Déu (Ac 8,37) | » |

### Dia de Pentecosta

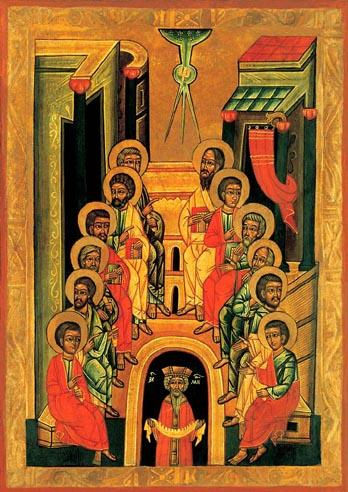
Pentecosta en una representació ortodoxa.

El llibre dels Fets dels Apòstols ha estat anomenat l'«Evangeli de l'Esperit Sant» per la seva profusió i abundància de cites. El capítol 2 narra l'esdeveniment de Pentecosta:
| « | Quan va arribar la diada de Pentecosta es trobaven reunits tots junts. De sobte, com si es girés una ventada impetuosa, se sentí del cel una remor que omplí tota la casa on es trobaven asseguts. Llavors se'ls van aparèixer unes llengües de foc, que es distribuïen i es posaven sobre cada un d'ells. Tots van quedar plens de l'Esperit Sant i començaren a parlar en diverses llengües, tal com l'Esperit els concedia d'expressar-se (Ac 2, 1-4) | » |

El lliurament als deixebles de l'Esperit de Déu suposa que, a partir d'aquest moment, l'Esperit Sant guiarà llurs paraules i llurs actes, almenys en els moments capitals.

Hi ha precedents del do de l'Esperit Sant als Evangelis, per exemple, a l'Evangeli segons Joan, on es diu:
| «          | Rebeu l'Esperit Sant. A qui perdonareu els pecats, li quedaran perdonats; a qui els retindreu, li quedaran retinguts. | » |
| — Jn 20,23 | |   |

Les nombroses rebudes de l'Esperit que es narren als Fets dels Apòstols són acompanyades en general de l'administració del baptisme. És freqüent que baptisme i Esperit vinguin junts tot i que no necessàriament. A la predicació realitzada per Felip a Samaria, ell només bateja. Han de venir després Pere i Joan per infondre l'Esperit (Ac 8, 12-17). La conversió del centurió Corneli succeirà just a l'inrevés: primer es rebrà l'Esperit i després s'administrarà el bateig.

### L'Esperit Sant i la gentilitat
El capítol 10 dels Fets dels Apòstols narra la història del centurió Corneli. Corneli fou el primer cristià no jueu a rebre l'Esperit Sant i a ser batejat.
| «              | Pere parlava encara, quan l'Esperit Sant va baixar sobre tots els qui escoltaven la seva predicació. Els creients d'origen jueu que havien vingut amb Pere van quedar molt sorpresos en veure que el do de l'Esperit Sant era abocat fins i tot sobre els pagans. Els sentien parlar en diverses llengües i proclamar les grandeses de Déu. | » |
| — Ac 10, 44-46 | |   |

Amb independència que aquest episodi sigui històric o al·legòric, sí que és cert, però, que a partir de cert punt, el Cristianisme va depassar l'esfera d'influència de la sinagoga jueva i portà la predicació als àmbits pagans. Aquesta decisió, que el llibre dels Fets atribueix a Pere, fou desenvolupada típicament per Pau de Tars, qui a través dels seus viatges per Àsia i Europa, hi fundà les primeres comunitats cristianes no jueves. També, a conseqüència d'això, es produí la separació i la independència del Cristianisme respecte del judaisme.

### Les epístoles
Les epístoles són un conjunt d'escrits bíblics de transició. Contenen les primeres reflexions sobre el Cristianisme i gaudeixen de caràcter i autoritat apostòlics. D'una importància especial són les epístoles de Pau de Tars que desenvolupen els primers germens de la teologia cristiana.
La Carta als Romans conté la principal exposició de la teologia paulina i nombroses mencions a l'Esperit Sant. És un dels seus principals escrits.
La Primera carta als Corintis conté unes reflexions molt primerenques que tindran una forta influència en autors posteriors. Els capítols 2, 12 i 14 són texts clàssics pel que fa a l'Esperit Sant.
La Segona carta als Corintis té la benedicció més antiga en què apareixen l'amor del Pare, la gràcia del Fill i la comunió de l'Esperit Sant.
La Carta als Gàlates conté la cita sobre els fruits de l'Esperit.
La Carta als Efesis té una menció sobre l'acció de l'Esperit Sant com un segell i una advertència per no entristir l'Esperit Sant de Déu. />
La Carta als Filipencs es refereix a l'Esperit Sant com «Esperit de Déu» i parla de la «donació de l'Esperit de Jesucrist». També parla d'aquells qui reben «alguna comunicació de l'Esperit».
La Primera carta a Timoteu té un parell de mencions de l'Esperit.
La Segona carta a Timoteu menciona l'Esperit Sant en relació amb les virtuts cristianes.
La Carta a Titus té una referència a la regeneració per l'Esperit Sant.
La Carta a Filèmon no en té mencions. La Carta als Colossencs en té una menció menor aïllada.
La Carta als Hebreus, per tractar-se d'una epístola dirigida a una comunitat propera al judaisme, posa amb freqüència per testimoni l'Esperit Sant. El capítol primer debat la qüestió de si Crist és superior als àngels.
La Primera carta de Pere menciona que la resurrecció de Crist és obra de l'Esperit. La Segona carta de Pere reafirma el caràcter profètic de l'Esperit Sant.
La Primera i Segona carta de Joan contenen algunes fórmules que exclouen l'Esperit Sant. Diu en un altre punt que Crist «...ens va donar el seu Esperit». De la mateixa manera, l'Esperit dona testimoni perquè «l'Esperit és la veritat». No hi ha cap menció a la Tercera carta de Joan.
La Carta de Judes té una senzilla recomanació de pregar en l'Esperit Sant.

## L'Esperit Sant a la teologia cristiana
En contra del que hom pugui pensar, aquesta qüestió no fou una mera controvèrsia entre especialistes. Un gran autor del segle iv, Gregori de Nazianz va comentar-ne:
| « | A Constantinoble, si entraves en una fleca per comprar un pa, el forner, en comptes de dir-vos-en el preu, es posava a argumentar que el Pare és major que el Fill; el canvista discutia de l'Engendrat i de l'Etern en comptes de comptar-te els diners; i si volies prendre un bany, el banyer t'assegurava que el Fill procedeix del no-res!. | » |

Aquesta situació pot donar una idea de l'ambient tan diferent i de la importància que aquesta qüestió tingué per als ciutadans de l'època.

### Context històric
El cristianisme nasqué al si de la religió jueva i s'estengué per la zona d'influència de l'Imperi Romà. Aquests dos termes condicionen la seva teologia. D'una part, heretà del judaisme un fort sentiment monoteista, que podria traduir-se en una formulació: «Existeix un únic Déu, i aquest Déu és creador de totes les coses». La seva expansió, tanmateix, es produí en un entorn marcat per la proliferació de religions politeistes i sistemes filosòfics, front als quals el cristianisme hagué de definir-se i distingir-se'n. Els tres segles que van des del començament de la predicació cristiana fins a la seva institució com a religió de l'Imperi poden interpretar-se com la forja lenta i gradual d'una teologia que explorà tots els vessants permesos per les seves fonts teològiques i que anà decidint, cas a cas, el que, a judici d'aquelles comunitats, estava en consonància amb el sentiment cristià. La prolongada tensió entre ortodòxia i heterodòxia fou el mecanisme selectiu que, al segle iv, donà lloc a la concreció de fórmules concises, els símbols o credos, que avui coneixem com la base teològica, més o menys estable i majoritària, de la religió cristiana. Al costat d'aquesta ortodòxia, que també presenta els seus matisos entre les principals denominacions cristianes (catòlics, ortodoxos i protestants), subsisteixen avui encara comunitats cristianes instal·lades en alguna d'aquelles heterodòxies o nous moviments religiosos que en reediten algunes.

### Interpretació modalista
A les escriptures hebrees, anomenades Antic Testament pels cristians, hi ha referències a l'Esperit Sant (Sal 51:11; Joe 2:29,29) on es diu que algú pot omplir-se de l'Esperit Sant, que aquest pot venir sobre la persona i envoltar-la (Ex 31:3; Jue 3:10; Jue 6:34), que part de l'Esperit Sant de Déu se'l pot treure a algú i donar a una altra persona (Nú 11:17,25) i que l'Esperit Sant pot actuar en algú i facultar-lo per fer obres sobrehumanes (Jue 14:6; 1Sa 10:6).
Totes aquestes declaracions dificultaven la concepció de tal esperit com una persona atès que no sembla raonable donar part d'una persona a una altra. A més a més, no hi ha proves que els jueus fidels consideressin l'Esperit Sant com una persona igual al Pare quan Jesús estigué a la terra. No adoraven cap Esperit Sant, més aviat adoraven únicament Jehovà.
La teologia modalista, defensada principalment per Sabel·li (i anomenada sovint modalisme), afirma que no hi ha cap distinció entre les persones divines i, per tant, el Pare, el Fill i l'Esperit Sant són una única entitat, Déu, que es manifesta de diverses maneres (modalitats). Per tant, segons aquesta teologia, l'Esperit Sant no és més que una manera d'expressar l'acció de Déu mateix al món. Així doncs, Sabel·li volia esclarir la relació entre Pare, Fill i Esperit Sant sense contradir l'estricte monoteisme jueu.

### Interpretació arriana
A la Bíblia hi apareixen entitats sobrenaturals que intervenen en els esdeveniments històrics. S'hi reserva el terme àngel per referir-se a aquells éssers que es troben en harmonia amb Déu i el de dimonis per als qui hi estan en oposició. A la teologia cristiana, tots aquests éssers, malgrat la seva elevada o degradada dignitat, comparteixen amb l'home i la resta dels éssers naturals la seva condició de «criatures», terme que al·ludeix al seu caràcter d'éssers creats, d'éssers que comencen la seva existència en un cert moment del temps i abans del qual no existien. Aquest començament ontològic pot ser molt remot, certament, però aquesta apreciació quantitativa perd la seva importància davant de la manera intemporal d'existència que s'atribueix a Déu. Allò característic de Déu seria una qualitat dual. D'una part, la de ser un principi increat, etern, i d'una altra, un principi creador d'altres éssers. Sant Tomàs ho expressava dient: «Déu és aquell en qui ser i existir no estan separats».
Una distinció primerenca, comuna a la teologia jueva i a la cristiana, fou el rebuig del culte als àngels, per considerar-ho una forma d'idolatria. Tot i que els temples cristians i la seva litúrgia abunden en mostres de lloança i reverència als àngels, ambdues teologies consideren que el culte es deu únicament a Déu.
L'arrianisme consisteix a considerar el Fill com la primera i més excelsa de les criatures o, dit altrament, com el primer dels àngels. El dilema que planteja l'arrianisme és, per tant, si el Fill és creat o engendrat. Tots dos termes expressen una procedència del principi Pare creador, però en un cas aquesta procedència es produeix immersa en l'existència temporal i en l'altre no. La criatura suposa que el temps ha començat. Però no en l'altre cas on la procedència es realitza en un estat que la litúrgia i la literatura cristianes han descrit amb la fórmula: «abans de tots els segles». Aquest estat atemporal seria previ a la creació del propi temps.
L'enfrontament entre les tesis arrianistes i les encarnacionistes es desenvolupà al llarg del segle iv. Inicialment al Primer Concili de Nicea (325) adoptà un credo encarnacionista però més endavant el sínode de Rimini-Selèucia (359) es decantà per un credo arrià i l'emperador Constanci II en feu oficials les tesis. L'arrianisme s'escampà als pobles germànics, entre els quals prosperà fins al segle vi. Tanmateix, a l'Imperi Romà, l'arrianisme hi anà perdent adeptes en favor de les tesis trinitàries i acabà sent proscrit pel Primer Concili de Constantinoble (381).
Un cop derrotat l'arrianisme a l'Imperi, el debat se centrà a la segona part de la qüestió, que estava implícita i a l'espera que se'n resolgués la primera. Aquella segona qüestió consistia a inquirir amb cura de quina naturalesa era l'Esperit Sant i quina era la dignitat que se li devia. La teologia jueva transmetia una interpretació del tipus «força divina», però la tradició de Lluc i la litúrgia suggerien una certa divinitat de l'Esperit. Era obvi per als Pares de l'Església que si l'arrianisme era cert i el Fill era la primera criatura, a l'Esperit Sant no li quedava més remei que ser una qualitat divina, com afirmava el modalisme o, com a màxim, segona criatura o segon àngel. En imposar-se les tesis encarnacionistes i, per tant, resolta la polèmica del Fill en favor de la seva divinitat, quedaren expedites les quatre interpretacions mencionades al començament de l'article. La interpretació arriana, referida a l'Esperit Sant en comptes d'al Fill, despuntà a la segona meitat del segle IV i els seus partidaris foren denominats pels seus adversaris pneumatòmacs, els qui «maten l'Esperit».

### Interpretació triteista
El triteisme és exactament un politeisme de tres déus. Es sobreentén que no hi valen tres déus qualssevol, sinó que han de ser els de més alt rang i els responsables de la creació del món. Triteisme i trinitat són dos termes teològics molt precisos però que solen confondre's. Brama, Xiva i Vixnu són els déus d'un sistema triteista, però no formen pas una trinitat. La diferència és que al sistema triteista hi ha tres naturaleses ben diferents, i al trinitarisme hi ha tres persones. Per això el triteisme és considerat com una forma de politeisme, però el trinitarisme no. El triteisme aparegué a l'Església al segle iii, amb postures i doctrines que la pròpia Església rebutjà.

### Interpretació trinitària

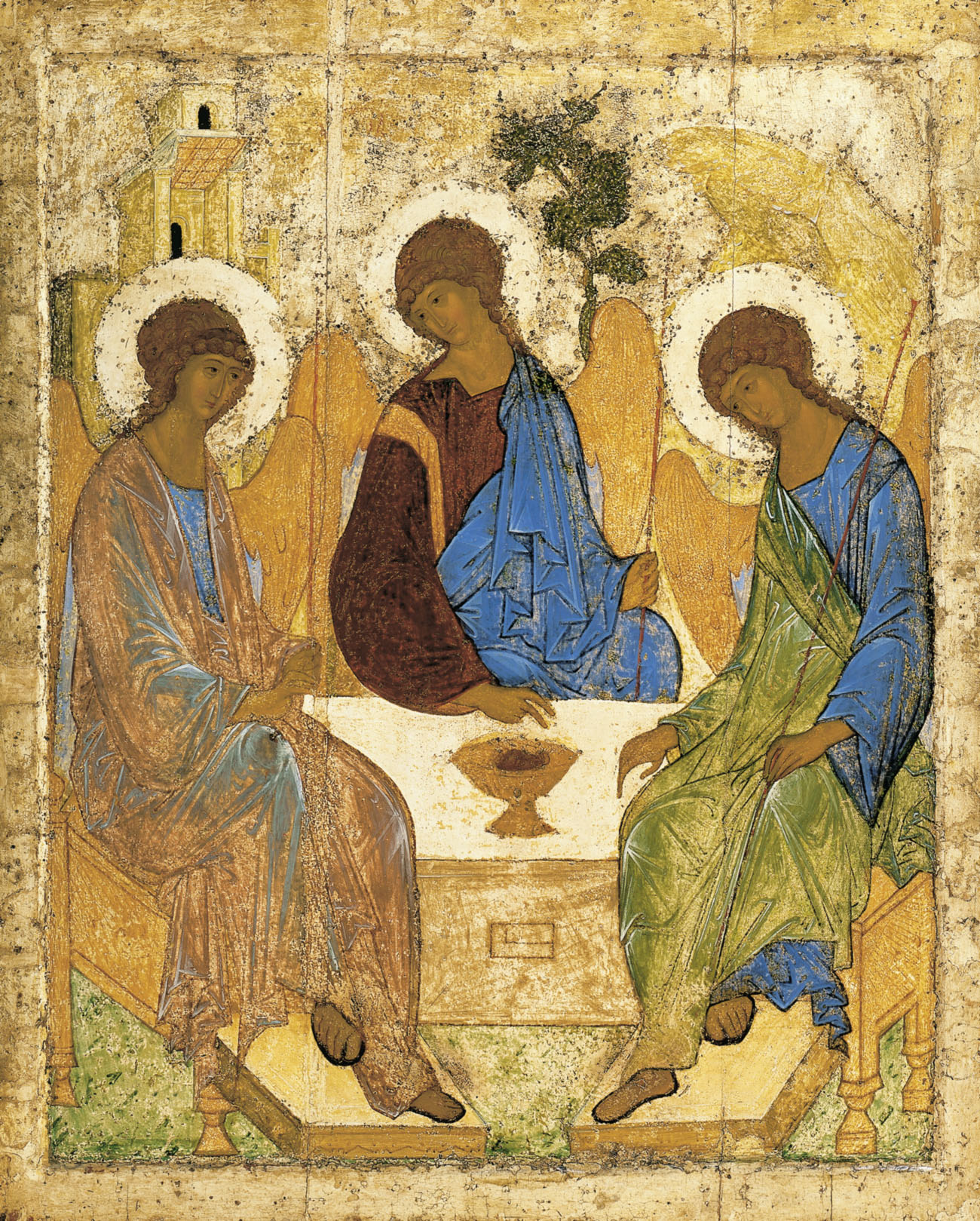
Santíssima Trinitat d'Andrei Rubliov (Galeria Tretiakov, Moscou).

El dogma trinitari fou fixat majorment al segle IV per Sant Atanasi d'Alexandria i els pares capadocis arran de la controvèrsia arriana. Aquesta controvèrsia fou el motor d'una profundització sobre la naturalesa de la divinitat, a partir de les fonts teològiques cristianes i la tradició de les comunitats. El dogma trinitari volia, d'una part, donar resposta a les dificultats plantejades i, d'una altra i en igual mesura, protegir el cristianisme contra tres tendències que, en opinió d'aquells pares, amenaçaven el cristianisme.
La primera tendència era el monoteisme jueu. La noció de Déu fet home, Déu mort i Déu ressuscitat era de partida incompatible amb aquell monoteisme, de marcat caràcter patriarcal. Els intents per conciliar ambdues visions es traduïen en diverses variants teològiques que rebaixaven la dignitat de Jesucrist, considerant-lo un home molt evolucionat (ebionisme) o un àngel excels (arrianisme). Aquest menyspreu de la dignitat del Fill, i consegüentment de la de l'Esperit Sant, és la primera tendència que es volgué evitar.
La segona tendència que es volgué evitar fou el politeisme pagà, habitual entre les religions caldees, egípcia i grecoromana. Des dels seus inicis, el cristianisme quedà exposat a l'acusació de politeisme per part dels cercles jueus a causa de l'afirmació que hi ha un Déu Pare, un Déu Fill i un Déu Esperit Sant. Refutar tal acusació era una prioritat per a aquells pares.
La tercera tendència fou l'excessiva intel·lectualització del cristianisme a conseqüència del seu contacte amb la filosofia grega. Comprendre o desvelar el misteri diví hauria significat subordinar Déu a la raó, quelcom d'inacceptable per al sentit teològic dels pares.
Amb aquesta finalitat, la formulació del dogma trinitari fou realitzat emprant dos termes provinents de la filosofia grega, als quals es donà un significat teològic molt precís. Aquests termes foren «oussia» (naturalesa o substància) i «hipòstasi» (persona). De manera molt senzilla es podria dir que «oussia» al·ludeix a allò general i «hipòstasi» a allò particular. Si es tractés, per exemple, de cavalls, l'«oussia» del cavall seria més o menys l'essència, la idea o l'espècie cavall, mentre que les seves «hipòstasis» serien cadascun dels exemplars de cavall que hi ha. Si es tractés d'homes, l'«oussia» de l'home seria el que avui s'entén per «humanitat», mentre que les «hipòstasis» serien cadascuna de les persones o dels individus.
És important assenyalar que aquests termes foren formulats en una època que tenia un altre context intel·lectual. Avui dia, la humanitat o el gènere cavall són abstraccions intel·lectuals que manquen de realitat. Allò real, en canvi, és la persona amb qui es parla o el cavall que es veu. Aquest posicionament vital contrasta fortament amb el platonisme per al qual les idees eren la vertadera realitat i els exemplars, una còpia o ombra.
Entre aquestes dues postures extremes, els Pares de l'Església escolliren un punt intermedi, atribuint plena realitat a la idea i a l'exemplar, a l'oussia i a la hipòstasi. La realitat de la humanitat quedà reflectida en el terme «Església». L'«Església» era la «comunitat en Crist» i representava aquell vincle especial interior que unificava la diversitat de comunitats i de persones. Per això que, amb la major naturalitat, se'n parlés com única i catòlica (universal). En aquest sentit, l'Església, a més d'una institució, era una realitat espiritual intangible però efectiva. D'una altra banda, en relació amb el pecat original, s'entenia aquest pecat com una corrupció de l'«oussia» o naturalesa humana, heretada després per tots els seus exemplars, les diferents persones. Aquesta noció modelà la Soteriologia cristiana de la següent manera. No importa com de virtuosa pugui ser una persona, aquesta persona no podia salvar-se mentre la naturalesa humana no quedés redimida o alliberada del seu error, trencament, pecat o corrupció, la qual cosa era inabastable a les persones i només possible a Déu. Mitjançant Crist, Déu restitueix a la naturalesa humana la seva dignitat espiritual fent possible, ara sí, que cada persona, per un esforç personal, se salvi. En aquest treball personal és on, segons els Pares, intervé de manera decisiva l'Esperit Sant.
Els pares transposaren els termes «oussia» i «hipòstasi» a la divinitat tot afirmant que hi ha una única oussia, naturalesa o essència divina, però tres persones o hipòstasis: el Pare, el Fill i l'Esperit Sant. Aquestes persones eren «consubstancials» o «de la mateixa naturalesa» (homooussios), de manera que, en la seva essència, eren el mateix i únic Déu. Altrament, com a persones o hipòstasis eren diferents i distingibles, d'una banda per la seva «economia» i, d'una altra, per tres qualitats intrínseques: «ser ingènit» (el Pare), «ser engendrat» (el Fill) i «procedir del Pare» (l'Esperit Sant).
L'afirmació d'una única «oussia» o essència divina permeté d'evitar el politeisme triteista. Per això el cristianisme es considera una religió monoteista. L'existència de tres persones divines permeté d'evitar el monoteisme jueu i afirmar la plena divinitat del Fill i de l'Esperit Sant. La idea de tres persones divines en una sola naturalesa, per la seva mateixa essència contradictòria, blindà el misteri diví contra l'especulació filosòfica.
En el pensament teològic sobre la Trinitat, l'acció del Fill i de l'Esperit Sant són inseparables i complementàries. El Fill dirigeix la seva obra cap al que és general de l'home, la seva «oussia», mentre que l'Esperit Sant obra sobre cada persona en particular. Crist ofereix la seva persona divina a la naturalesa humana, fent-se «cap de l'Església». L'Esperit Sant ofereix la seva naturalesa divina a cada persona humana, divinitzant-la a través de la comunicació de dons sobrenaturals.

### Interpretació unitarista
La teologia unitària clàssica es basa en el rebuig del dogma de la Trinitat. Tot i que alguns dels pioners de l'unitarisme, com Miguel Servet, defensaven una interpretació modalista de la divinitat cristiana, a partir de Faust Socini es va imposant la concepció que Déu és una única persona, el Pare, per la qual cosa ni el Fill ni l'Esperit Sant poden considerar-se entitats divines ni modalitats de Déu. Així doncs, l'Esperit Sant és interpretat al Catecisme Racovià (1605) com el poder de Déu (Cap. VI, secció V), procedent de Déu, i no Déu mateix. Aquest ensenyament s'ha preservat a les esglésies unitàries d'Europa Central, mentre que l'Associació Unitària Universalista dels Estats Units dona llibertat als seus membres en qüestions teològiques.

### L'Esperit Sant a la teologia mística
Una de les branques tradicionals de la teologia cristiana és la teologia mística. S'hi tracten aquells aspectes de la teologia que tenen a veure amb el perfeccionisme i la deïficació de l'home, entenent per deïficació la seva restitució a la dignitat espiritual perduda arran del pecat original. A la mística cristiana, la deïficació és l'apropament entre dos termes, si no contraris, almenys molt allunyats entre ells, com ho són la naturalesa humana i la divina. L'home ha de recórrer la part del camí que està al seu abast i que consisteix a purificar l'ànima (via purgativa). Els diferents exercicis espirituals de meditació cristiana i la vida monàstica en general proveeixen tècniques i mitjans per realitzar aquesta purgació. Del costat diví, es proveeixen dos ajuts per completar el camí, que són el Fill i l'Esperit Sant. L'obra del Fill, a través de la seva encarnació, mort i resurrecció restitueix la naturalesa humana a la seva dignitat original, dirigint la seva acció (la seva economia) a la humanitat en conjunt i, no tant, a cada persona individual. Es pot dir que el Fill assumeix com a propi l'arquetip de la humanitat i es fa model d'imitació per a tothom. Sobre l'obra del Fill i, només perquè aquesta obra s'acompleixi, pot actuar en plenitud l'Esperit Sant. La seva acció complementa la del Fill perquè es dirigeix a cada persona individual i, no tant, a la humanitat en general. L'obra conjunta del Fill i de l'Esperit és la que, com a acte de gràcia, permet la deïficació. Rebre l'Esperit Sant a través del baptisme, al context de la teologia mística, és passar de la via purgativa a la via il·luminativa, ascens que serà completat amb la ulterior deïficació o via unitiva. Al moment de la il·luminació, i per mitjà de l'Esperit, l'home rep diversos dons espirituals. El següent passatge prové de l'obra de Basili de Cesarea, un dels tres Pares Capadocis. La relació de l'Esperit amb l'ànima no és proximitat […] sinó allunyament de les passions, que més tard atacaren l'ànima pel seu amor a la carn i la privaren de la intimitat amb Déu. Només s'aproparà al Paràclit si es purifica de la malícia que adquirí per la maldat, i si s'aixeca fins a la bellesa de la natura i si restitueix a aquesta imatge real la seva forma primigènia a través de la purificació. Car aquell, com un sol, capturat per una mirada purificada, et mostra en si mateix la imatge d'allò invisible. A la benaurada contemplació de la imatge hi veuràs l'inefable bellesa de l'arquetip. Per Ell (rebem) l'elevació dels cors, l'assistència dels malalts, la perfecció dels proficients.

## Història de la pneumatologia
La història de la pneumatologia no té unes fronteres definides. Es pot dir que comença amb la formació de les primeres comunitats cristianes i la redacció dels Evangelis al segle i. Ja aleshores quedà plantejada de manera latent la qüestió. El segle II s'hi topà però no l'aprofundí perquè tenia el problema més acuitant de defensar-se de les persecucions. El segle iii explorà el problema i el plantejà de manera teòrica. El segle IV dugué aquells plantejaments fins al final i produí un grup d'heterodòxies molt conegudes i persistents com foren per exemple l'arrianisme i la seva conseqüència lògica, el moviment «pneumatòmac» o semiarrianisme. La qüestió quedà resolta als concilis de Nicea i de Constantinoble a favor de la tesi trinitària.
Des del segle iv fins al xvi la pneumatologia quedà absorbida com una part de la trinitologia. La discussió en aquells segles se centrà a definir les relacions entre el Pare, el Fill i l'Esperit Sant. La teologia occidental o llatina aprofundí en aquella línia assumint la tesi del Filioque. Aquesta modificació del credo de Nicea no fou acceptada a Orient, la qual cosa suposà una escissió entre les actuals Església Catòlica i Església Ortodoxa. És el que es coneix com el Gran Cisma d'Orient que perdura fins a l'actualitat. Ambdues esglésies es declaren per tant trinitàries, tot i que difereixen en el matís del Filioque.
Al segle xvi i a l'Occident centreeuropeu, neix el protestantisme. Des d'aquest moment i fins al segle xx es formaren tot de noves esglésies que revisaren els aspectes de la teologia cristiana. El cos general de les esglésies protestants sostingué la tesi trinitària tot i que algunes d'elles reprengueren les tesis modalistes, arrianes i triteistes. Tot això i els intents per apropar les tesis catòliques i ortodoxes mantenen viva encara aquesta qüestió.

### Naixement de la pneumatologia (segle II)
Els teòlegs del segle II no es preocuparen gaire per aquesta qüestió. Els Pares apostòlics estaven més pendents de l'organització de les esglésies i de les persecucions. Cal esperar a mitjans del segle II per trobar les primeres reflexions al fil de l'apologètica cristiana.
Climent I és un dels pares apostòlics. A la Primera Epístola de Climent té fórmules cristològiques i trinitàries.
Ignasi d'Antioquia escrigué set cartes a les comunitats cristianes. Hi afirma explícitament la divinitat del Fill que «era amb el Pare abans de tots els segles». Sobre la divinitat de l'Esperit Sant no hi ha un posicionament explícit. Té fórmules trinitàries i cristològiques. Té també una confessió personal sobre una revelació de l'Esperit Sant.
Policarp d'Esmirna tampoc no menciona res sobre l'Esperit Sant. Distingeix entre Déu i Jesús emprant la fórmula «Déu i Pare de nostre Senyor Jesucrist» (Flp XII,2), que també apareix a Efesis 1:3.
Pàpies de Hieràpolis visqué als anys que seguiren a la mort dels apòstols de Jesucrist. Era company de Policarp, de qui es diu que fou deixeble de l'apòstol Joan. Pàpies escrigué cinc llibres però la seva obra desaparegué. El citen Ireneu de Lió, del segle ii, i Eusebi de Cesarea, del segle iv. El fet és que encara es llegia la seva obra al segle ix. Actualment només queden fragments dels seus escrits, als quals no s'hi diu res de l'Esperit Sant.
Hermas sembla concebre l'Esperit Sant en el sentit de l'antic judaisme com un esperit de Déu. La seva cristologia mai no utilitza expressions com «Jesús» o «Crist», i sí certes designacions angelològiques: «Àngel Santíssim», «Àngel Gloriós», «Miquel», etc.
Justí el Màrtir ofereix afirmacions que semblen identificar el «pneuma» amb el «logos» tot i que accepta la fórmula trinitària per a la celebració del baptisme.

### Desenvolupament de la pneumatologia (segleiii)
A finals del segle ii i començaments del III les reflexions dels Pares de l'Església sobre la fórmula baptismal que apareix a Mateu 28:19-20 i la idea de la preexistència de Crist que Sant Pau afirma als himnes cristològics, dugueren a una creixent especulació sobre l'Esperit Sant.
Tertul·lià fa servir expressions com «el tercer nom de la divinitat» o «tercer per relació amb Déu Pare i amb Déu Fill» (cf. Adversus Prax. 30 5) o també «força vicària del Fill» (De praescr. haeret. 13 5). Defineix l'Esperit Sant com qui ens mostra Déu, font de tota revelació i les relacions entre el Pare, el Fill i l'Esperit Sant com una mena d'unió que no és identificació sinó més aviat com les de l'arrel, el tronc i el fruit d'un arbre i altres comparacions semblants (cf. Adv. Prax. 8 7). Ell també forjà la fórmula «tres personae, una substantia» (Adv. Prax. 8 9). Per tot això, és presentat com un dels primers teòrics de la Trinitat (pel que sembla, l'expressió «trinitas» en llatí és emprada primer per ell encara que ja hi havia el seu corresponent grec «trias» emprat per Teòfil d'Antioquia a Ad. Auto. II 15 si bé en aquesta «trias» s'identificava l'Esperit Sant amb la saviesa). La seva posició podria considerar-se com subordinacionisme atès que encara que reconeix la divinitat de les tres persones, propugna una certa jerarquia entre elles. Vegeu, per exemple, la següent cita:
| « | «No hem de suposar que hi hagi cap altre ésser a més de Déu que no sigui engendrat ni creat […] Com pot ser que quelcom, tret del Pare, sigui més vell, i a causa d'això més noble, que el Fill de Déu, al Paraula unigènita i primogènita? […] Aquest [Déu] que no requerí pas un Faedor per donar-li existència, estarà molt més elevat en categoria que aquell [el Fill] que tingué un autor que el portà a l'existència» The Ante-Nicene Fathers, volum III. | » |

Hipòlit de Roma afirma una concepció semblant de l'Esperit Sant: és la font del coneixement de Déu i és Aquell que està en tot (cf. C. Noet. 12).
Tanmateix, a Orígenes se li deu una reflexió més àmplia i sistemàtica sobre l'Esperit Sant. Els problemes que es debatien aleshores tenien a veure amb el fet de ser o no generat de l'Esperit Sant o si es tractava o no d'una substància. Orígenes concep la Trintiat com un trio de cercles concèntrics, on l'Esperit Sant és el més petit i interior i que, afirma, té domini sobre les realitats espirituals (cf. De Princip. I 5 7) i realitza la seva santificació (cf. De princ. praef. 3; I 1 3; 3 4; 5; 7; II 7 2; 11 5; IV 3 14). Anomena el Pare, el Fill i l'Esperit Sant «hipòstasis intel·lectuals» subsistents de per si (De Princ. I 1 3) essent l'Esperit Sant originat mitjançant el Fill (In Joan. 2 10 70 a 12 90) i una realitat inferior quant a la seva relació amb allò del qual procedeix (De Princ. I 3 5).
Novacià, a la seva obra De Trinitate, hi afirma que és l'Esperit Sant qui dona dons a la seva Església per guarnir-la i perfeccionar-la sobre totes les coses i en tot. I n'afirma el caràcter personal: «És Ell qui —sota forma de colom— vingué i es posà sobre el Senyor després del seu bateig, habitant plenament i totalment només en Ell, sense limitacions, i després fou dispensat i enviat en abundància, de manera que d'altres poguessin rebre'n un flux de gràcies» (De Trin. XXIX). Tanmateix, la relació entre les persones divines està caracteritzada per diverses categories:
| « | «Ell diu 'una' cosa, entenguin els heretges que Ell no digué 'una' persona. Perquè 'u' posat en neutre fa entendre la concòrdia social, no la unitat personal. […] A més a més, el fet que es digui 'u' es refereix a acord, i a identitat de judici, i a la pròpia relació afectuosa, car, lògicament, el Pare i el Fill són un en acord, en amor i en afecte». De Trinitate, cap. 27. | » |

Aquests teòlegs equiparen de vegades el Pare amb el Fill i altres vegades semblen afirmar una certa subordinació de Fill respecte de Déu Pare. I cap d'ells no afirmà que l'Esperit Sant fos igual al Pare o al Fill. Orígenes declara que el Fill de Déu és «primogènit […] de tota la creació» i que les Escriptures «saben d'Ell que és més vell que totes les criatures».

### Del Concili de Nicea al de Constantinoble

#### El Concili de Nicea
Les fórmules fetes servir per Orígenes per descriure la Trinitat i el paper de l'Esperit Sant generaren grans discussions, sobretot perquè els seus deixebles anaren exagerant llur posició. Les crítiques venien de qui consideraven que tal creença dels cercles anava contra el monoteisme, però també de qui identificaven l'Esperit Sant amb el Fill o amb la gràcia o amb una criatura (cf. Eusebi, De. Eccl. Theol. 3 6).
El Primer Concili de Nicea, que cercava examinar les tesis d'Arri i, per tant, s'ocupà del tema de la divinitat de Jesús de Natzaret, es pronuncià finalment contra seu i fou la base d'un extens desenvolupament de la cristologia. El concili no tractà sobre la divinitat de l'Esperit Sant, però l'esquema del credo de Nicea indica ja una certa igualtat car el text afirma: πιστευομεν εις ενα Θεον, πατερα παντοκρατορα […] εις ενα κυριον Ιησουν Χριστον […] εις το αγιον πνευμα (creiem en un Déu, Pare totpoderós... en un Senyor Jesucrist... en l'Esperit SAnt). Calgué esperar fins a l'any 360 —encara en plenes disputes amb els arrians— perquè les conclusions arrianes s'apliquessin a la pneumatologia. Qui menciona aquest fet és Sant Atanasi d'Alexandria (cf. Epist. ad Seraph. I 1).
Tant Ciril de Jerusalem com Dídim d'Alexandria tractaren sobre l'Esperit Sant a les seves obres però des d'un punt de vista pastoral o espiritual, sense voler fer-ne teologia.
Foren Atanasi i els tres pares capadocis, Basili de Cesarea, Gregori de Nazianz i Gregori de Nissa, qui abordaren un estudi profund i detallat de l'Esperit Sant des del punt de vista teològic.
Atanasi ataca els qui interpreten els texts pneumatològics en sentit figurat, afirmant que la realitat de l'Esperit Sant ha de ser considerada dins de la Trinitat, amb un sentit de moviment circular que anomena «perikhòresi» (en llatí «circuminsessio intratrinitaria») i consubstancial al Pare i al Fill.

#### Arrians i pneumatòmacs
El desenvolupament natural del pensament arrià desembocà en la negació per part dels seguidors d'Arri de la divinitat de l'Esperit Sant. Tot i que inicialment la disputa fou només cristològica, cap a l'any 360 alguns començaren a afirmar que l'Esperit Sant era «no només una criatura, sinó un dels esperits que serveixen [a Déu], i que no es distingeix dels àngels sinó només en grau» (això escrigué Atanasi referint-se als qui anomenà «tropistes» a la seva carta a Serapió, bisbe de Thmuis, Egipte; vegeu Ad. Serap. I 1). Pel que sembla, a Constantinoble, a partir de l'any 360, aquests arrians començaren a ser coneguts amb el nom de pneumatòmacs. L'any 367 s'uniren als «homoussians» i prengueren per líder Eustaci de Sebaste.
Durant el Concili de Calcedònia, els principals pneumatòmacs eren Eleusi de Cízic, Marcià de Lampsac i Maratoni de Nicomèdia (que donà nom als maratonians). Les disputes es tornaren intenses i violentes a causa del creixement dels grups de pneumatòmacs atès que tenien grups de monjos que atreien molts seguidors per llur austeritat. Des de l'any 373 hi ha una cadena gairebé ininterrompuda d'escrits contraris a aquesta doctrina: Basili a la seva obra sobre l'Esperit Sant, la carta d'Anfiloqui d'Iconi, el «Panàrion» d'Epifani I de Constància, els «Anatematismes» del Papa Damas I. Tanmateix, la doctrina pneumatòmaca continuava fent prosèlits àdhuc a Constantinoble, per la qual cosa Gregori de Nazianz emprà els seus «Discursos teològics» per intentar una confutació definitiva (vegeu, per exemple, el capítol V número 5).
El Primer Concili de Constantinoble anatematitzà al seu primer cànon els semi-arrians o pneumatòmacs: «No ha de ser violada la fe dels 318 pares que es reuniren a Nicea de Bitínia; més aviat, aquesta ha de mantenir-se ferma i estable, i s'ha d'anatematitzar tota heretgia, i especialment la dels eunomians, heteroussians, arrians, eudoxians, semiarrians i els pneumatòmacs, i dels sabel·lians, i marcelians, i fotinians i apolinarians» (Dz 85).
Malgrat la condemna formal del concili, els pneumatòmacs continuaren creixent i gaudiren de certa llibertat de culte (cf. Sòcrates, Història de l'Església V 20). Per això Dídim d'Alexandria els atacà al llibre II del seu De Trinitate. Cap a finals del segle iv, els pneumatòmacs encara tingueren disputes amb Teodor de Mopsuèstia i cap a l'any 48 Nestori obtingué de l'emperador mesures repressives (atès que tenien una església fins i tot a Constantinoble) que obligaren molts a passar-se al credo nicenoconstantinopolità. No hi ha més notícies històriques dels pneumatòmacs després d'aquestes lleis.

#### Els pares capadocis
Basili de Cesarea escrigué l'any 376 un tractat sobre l'Esperit Sant per combatre l'heterodòxia arriano-pneumatòmaca. A la seva obra se centra en primer lloc en la distinció de les següents fórmules:
- «De qui tot fou fet» referit al Pare
- «Per qui tot fou fet» referit al Fill
- «En qui tot fou fet» referit a l'Esperit Sant

Aquestes formulacions eren emprades pels pneumatòmacs per establir la distinció de naturaleses entre les persones divines. Llur argument era: «si de cada persona es parla de manera diferent, és que són diferents». Basili refuta aquesta tesi, basant-se en un estudi curós de les expressions bíbliques i mostrant amb exemples que a les escriptures: «les expressions s'intercanvien d'improvís, a mercè de la necessitat».
El segon eix de la seva argumentació es basa en els usos litúrgics tradicionals. Al fil de la fórmula baptismal de Mateu: «Aneu i bategeu totes les nacions en el nom del Pare, del Fill i de l'Esperit Sant», argumenta que si en aquesta fórmula el Pare no fa fora la comunió amb el Fill i l'Esperit, separar-los en naturaleses diferents és anar contra la voluntat del Pare, fet del qual després afirma que és la vertadera «blasfèmia contra l'Esperit Sant». Afirma que l'Esperit mereix el mateix honor (ομοτιμος) que es tributa al Pare i al Fill car estan al mateix nivell (συντεταχθαι) i que s'enumeren junts (συναριθμεισθαι).
Gregori de Nissa a les seves polèmiques contra Eunomi i els macedonians, hi aporta la definició doctrinal de més èxit als texts successius: a partir de les operacions (ενεργειαι) i de les persones trinitàries —que serien diferents però d'una sola substància (ουσια)— afirma que l'Esperit Sant prové del Pare i fou rebut pel Fill (De Spir. Sanc. 2). Per això, al Pare se li diu «Omnipotent», el Fill és el poder del Pare i l'Esperit Sant és l'esperit del poder del Fill. Per tot això, a l'Esperit Sant també li correspon la màxima adoració (προσκυνεσις).
Gregori de Nazianz també mantingué fortes polèmiques contra els detractors de la divinitat de l'Esperit. Part de les seves argumentacions les prengué dels altres capadocis. Seva és, tanmateix, la consumada habilitat com a polemista i comunicador que demostrà als cinc discursos teològics on tracta el tema. A la seva obra fou on es forjà l'expressió «processió de l'Esperit» per nomenar la relació entre el Pare i l'Esperit.

#### El Concili de Constantinoble
Al Primer Concili de Constantinoble s'hi assumiren les expressions de Gregori de Nissa en els següents termes: πιστευομεν […] εις το πνευμα το αγιον, το κυριον και ζωοποιον, το εκ του πατρος εκπορευομενον, το συν πατρι και υιω συμπροσκυνουμενον και συνδεξαζομενον, το λαλεσαν δια των προφητων (creiem […] en l'Esperit Sant, senyor i donador de vida, que procedeix del Pare, i amb el Pare i el Fill és adorat i glorificat, i que parlà als profetes).

No obstant això, el Concili de Constantinoble no completà la doctrina del dogma trinitari.
| «                           | És interessant que 60 anys després de Nicea I, el Concili de Constantinoble I [del 381 dC] evità 'homooussios' a la seva definició de la divinitat de l'Esperit Sant. | » |
| — New Catholic Encyclopedia | |   |

| «                           | Hi ha erudits desconcertats per l'evident feblesa de l'expressió d'aquest credo, per exemple, la manca de la paraula homoussios per dir que l'Esperit Sant és consubstancial al Pare i al Fill | » |
| — New Catholic Encyclopedia | |   |

### Pares posteriors al Concili de Constantinoble
Després de la pronunciació del Concili no hi hagué un desenvolupament important des del punt de vista doctrinal tot i que sí hi hagué un aprofundiment i comentaris d'alguns autors. Gai Mari Victorí, a partir de l'antropologia neoplatònica (tripartició de l'ànima humana en ser, viure i comprendre) aplicava la noció del "comprendre" a l'Esperit Sant en l'ésser de Déu Tri.
Agustí d'Hipona parteix de la identitat de substància i la distinció de les persones divines per afirmar que tal distinció es deu a les seves respectives operacions que, tot i que són comunes a les tres persones, són adjudicables. Així doncs, l'Esperit Sant és el do comú del Pare i del Fill (cf. De Trinit. V 12 13; 15 16; 16 17). La categoria filosòfica que li permet superar el triteisme és la de relació i per això afirma que l'Esperit Sant és "communio consubstantialis et aeterna" (comunió consubstancial i eterna) o "caritas" recíproca del Pare respecte del Fill i a l'inrevés. Així és l'Esperit Sant qui amb més propietat rep l'apel·latiu d'"amor" emprat a la primera carta de Joan (De Trinit. VI 5 7; XV 17 30s).
Al símbol d'Atanasi —que es creu que és del segle V— s'ajunta l'ensenyament dels teòlegs i pares després de les disputes trinitàries: "alia est enim persona Patris, alia Filii, alia et Spiritus Sancti, sed Patris et Filii et Spiritus Sancti una est divinitas, aequalis gloria, coaeterna maiestas […] Pater a nullo est factus, nec creatus, nec genitus; Filius a Patre solo est, non factus nec creatus, sed genitus. Spiritus Sanctus a Patre et Filio, non factus nec creatus nec genitus, sed procedens" (Una és la persona del Pare, una altra la del Fill i una altra la de l'Esperit Sant; però una és la divinitat del Pare, del Fill i de l'Esperit Sant, la mateixa glòria, coeterna majestat […] El Pare no ha estat fet per ningú, ni creat, ni engendrat; el Fill ve només del Pare, no ha estat fet ni creat, sinó engendrat. L'Esperit Sant ve del Pare i del Fill, no ha estat fet, ni creat ni engendrat, sinó que procedeix).

## L'aspecte femení de la divinitat
En el pensament hebreu, la paraula Ruach Ha Kodesh es considerava una veu enviada des de dalt per parlar amb els Profetes. Ruach és un substantiu de gènere femení. Significa 'esperit', un principi femení, el principi creatiu de la vida.
A l'Església oriental sempre es considera que l'Esperit té una naturalesa femenina. Va ser la vida al portador de la fe. Climent d'Alexandria diu que "ella" és una morada núvia. Entre les comunitats de l'Església oriental, l'aspecte femení de l'Esperit Sant és ben clar, com el cas dels llibres gnòstics coptes. Un d'aquests documents diu que Jesús digué: "Fins i tot ho va fer la meva mare, l'Esperit Sant, m'agafà per un cabell i em va portar lluny, a la gran muntanya de Tabor [a Galilea]."
Com a resultat dels descobriments dels Manuscrits de la mar Morta i dels textos coptes dels Manuscrits de Nag Hammadi es van descobrir una part dels escrits de l'Església cristiana primitiva.
En el segle iii, sota la mística del cristianisme copte, el llibre dels Actes de Tomàs explica la història de l'Apòstol Tomàs quan viatjà a l'Índia. Aquest apòcrif conté oracions que invoquen l'Esperit Sant com "la mare de tota la creació" i "la mare compassiva", entre altres títols. Els nous descobriments de manuscrits dels darrers decennis han demostrat que els primers cristians, més del que es pensava, consideraven l'Esperit Sant com la Mare de Jesús.
Un altre text polèmic és l'Evangeli de Tomàs, que forma part dels Manuscrits de Nag Hammadi (descoberts entre 1945-1947). La major part compost al mateix temps que els evangelis bíblics en el segle i i II. També en el Llibre Secret de Sant Jaume, Jesús es refereix a si mateix com "el fill de l'Esperit Sant".
Per contra, Sant Agustí, rebutjant aquesta idea, va afirmar que l'acceptació de l'Esperit Sant com la "mare del Fill de Déu i la dona-consort del Pare" no és més que una visió pagana.
Sant Jerònim, contemporani d'Agustí, i dos pares de l'Església anteriors, Climent d'Alexandria i Orígenes, citen de l'Evangeli dels Hebreus, que representa l'Esperit Sant com una "figura materna".
En un petit fresc del segle xiv que hi ha en una església catòlica al sud-est de Múnic, a Alemanya, l'Esperit es representa com una dona que forma part de la Santíssima Trinitat.

## L'Esperit Sant en la iconografia

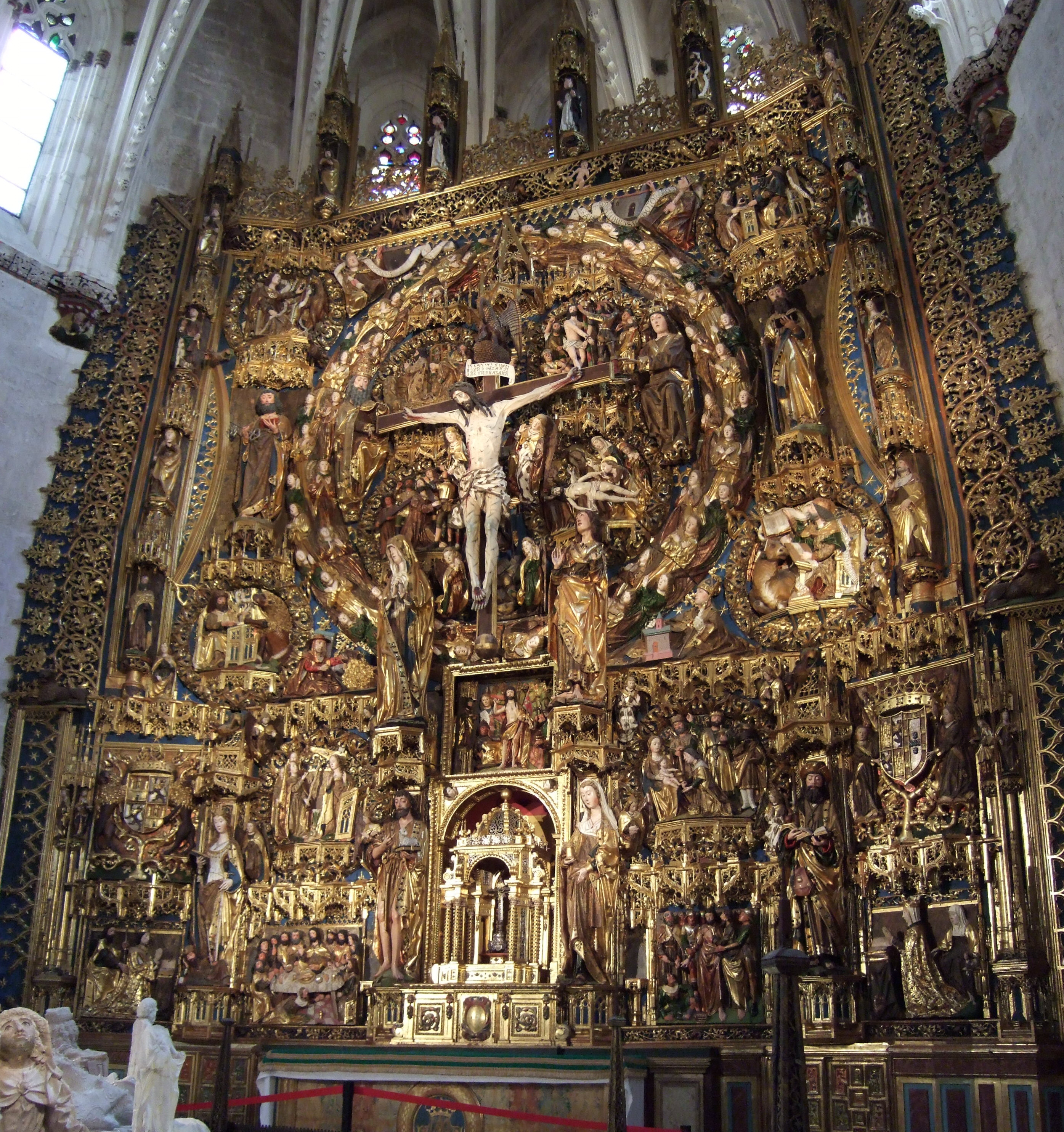
Retaule de la Cartoixa de Miraflores (Burgos, Espanya). Al medalló central, Déu Pare i l'Esperit Sant (ambdós amb forma humana) sostenen els extrems del travesser de la creu.

Les principals imatges de l'Esperit Sant es desenvoluparen en intentar representar la Santíssima Trinitat o els episodis del Baptisme de Jesús, de l'Anunciació o de la Pentecosta.
Des del segle X era costum representar la Trinitat amb tres formes humanes masculines. Aquesta imatge aconseguí mantenir-se —enmig de disputes i interpretacions de tota mena— fins al segle xvi. Es pot veure, per exemple, al retaule major del a Cartoixa de Miraflores de Burgos, obra de Gil de Siloé a finals del segle xv, o a la pintura de la Coronació de la Mare de Déu de Hans Holbein el Vell. Tanmateix, el papa Benet XIV prohibí tota representació en forma humana de l'Esperit Sant l'any 1745.
Des de llavors, s'ha preferit emprar el símbol del colom que és mencionat amb motiu del baptisme de Jesús (cf. Jn 1:32) i que ja s'havia fet servir abundantment en l'art: per exemple, Piero della Francesca al seu Baptisme (1440-45). El colom apareix també a representacions de la Santíssima Trinitat (Raffaello Sanzio a Perúgia el 1504), a representacions d'episodis del Nou Testament (les noces de la Mare de Déu i Sant Josep i, especialment, a l'Anunciació a Maria) i a escenes de la vida o llegenda de certs sants (la coronació de Maria, Gregori el Gran escriu inspirat pel colom o Sant Rem rep d'ell el crisma per batejar Clovis).
La forma de llengües de foc mencionada als Fets dels Apòstols (cf. Ac 2:3) s'empra només a representacions de l'esdeveniment de Pentecosta. Tot i així, les més antigues pintures de Pentecosta solien posar-hi un colom (per exemple l'Evangeliari de Rabula de Florència).